# Villa Celimontana

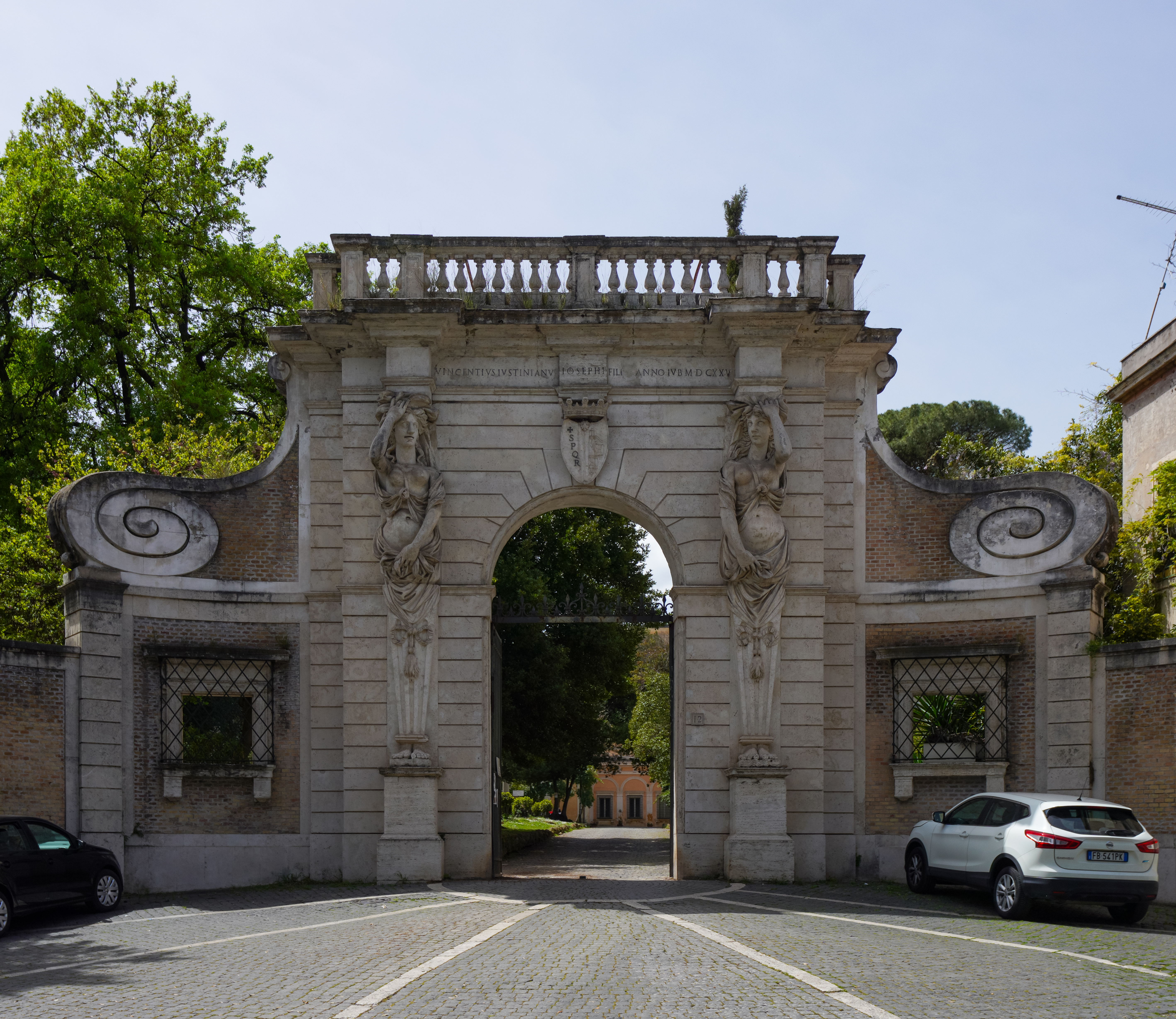
Ingresso di Villa Celimontana

Villa Celimontana (già Villa Mattei al Celio) è un parco pubblico di Roma la cui creazione risale al Cinquecento. Fu soggetta a trasformazione in senso paesaggistico nel 1858 da parte dell'architetto francese Pierre Charles L'Enfant (1754-1825) su commissione di Laura Maria Giuseppa di Bauffremont e ancora nel 1870, con interventi in stile neogotico, per iniziativa dell'ultimo proprietario, Richard von Hoffmann.

## Ubicazione
Si trova sulla sommità occidentale del colle Celio ed ha il suo ingresso monumentale sulla via della Navicella, poco distante dall'omonima fontana dalla quale prende il nome la via, a fianco alla Basilica di Santa Maria in Domnica, uno dei primi templi cristiani della Capitale.
Sormonta a Sud il Semenzaio di San Sisto Vecchio, sede e principale semenzaio del Servizio Giardini Comunale, e ad Ovest la valle delle Camene e la valle delle cosiddette Terme di Caracalla, sul prolungamento dell'antico clivo di Scauro (oggi via di San Paolo della Croce).

## Interesse archeologico e monumentale
La villa copre un sito di età Flavia e Traianea del quale restano cinte murarie ora coperte dai livellamenti del terreno e parzialmente visibili solo dal lato Sud. Ospitava i castra della V coorte dei Vigiles.
Scavi archeologici hanno portato alla luce nel 1889 la Basilica Hilariana, eretta da Manius Publicius Hilarus, ed i suoi singolari mosaici.

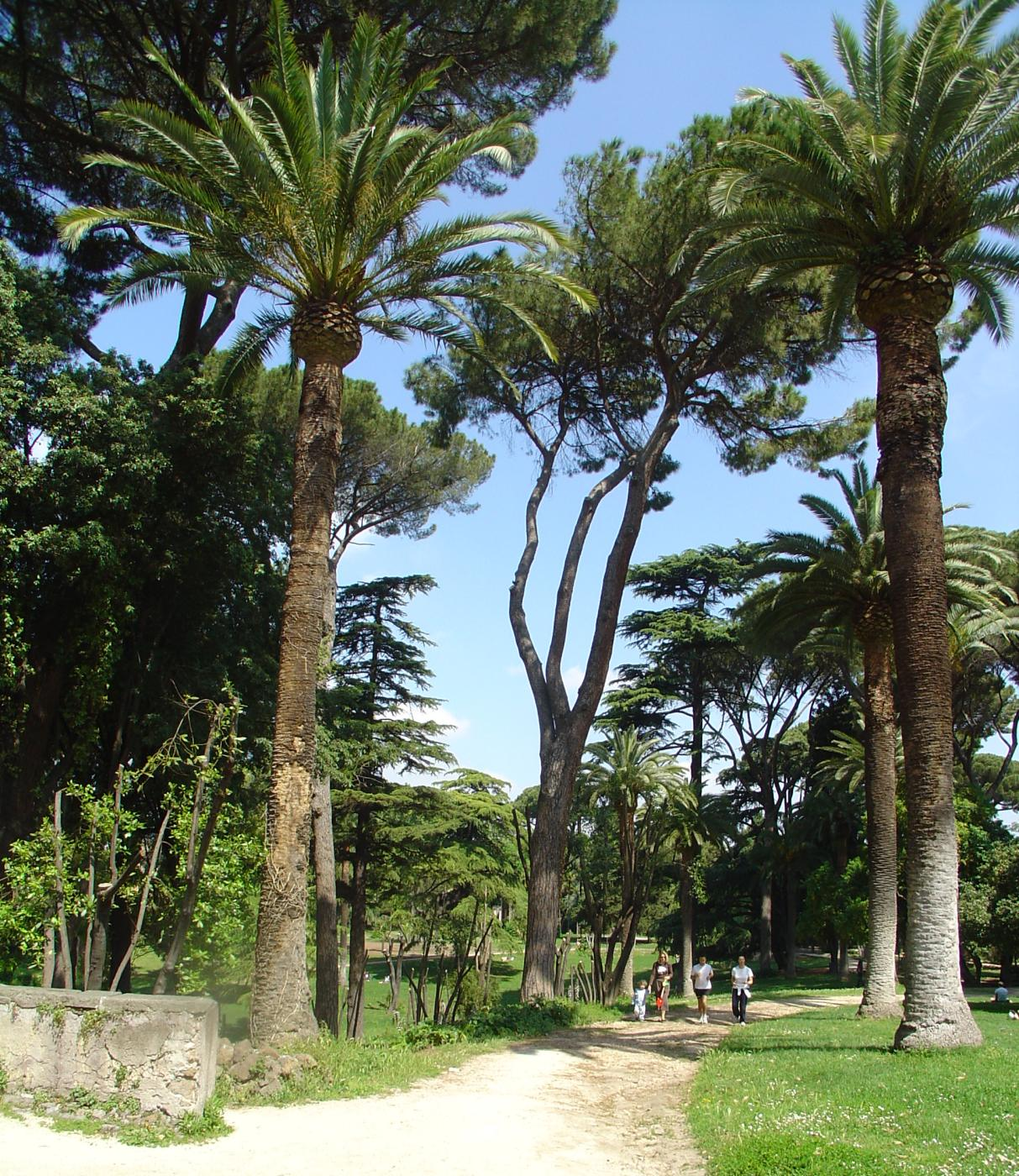
Viali alberati della Villa Celimontana

Contiene numerosi reperti di varie epoche ed origini, che ne sono oggi esposto ornamento. Fra questi, l'obelisco egizio di Ramsete II, popolarmente detto "spiedino", proveniente dalla spoliazione del Tempio del Sole a Eliopoli; originariamente sistemato nel Santuario di Iside Capitolina (Tempio di Iside), il Senato lo donò nel 1582 (ma fu installato nel 1587) a Ciriaco Mattei dopo essere stato per molto tempo alla base della scalinata dell'Ara Coeli a partire dal XIV secolo; in seguito (1817) fu spostato all'attuale ubicazione. L'obelisco si accompagna ad una sinistra leggenda: durante gli ultimi lavori di spostamento, vi fu un incidente nel quale il basamento cadde (per la rottura delle funi) sopra un operaio che ne perse gli arti superiori, che si dovette amputargli per liberarlo e che tuttora giacciono sotto il basamento medesimo. Da allora, nessuna proposta di ulteriore miglior sistemazione è stata mai più seguita. Secondo un'altra leggenda, la sfera alla sua sommità conterrebbe le ceneri di Augusto.
Molti reperti furono ceduti ai Musei Vaticani. Alcune fontane furono opera di Gian Lorenzo Bernini (chiamato ad eseguirle da Girolamo Mattei), ma andarono distrutte.
Il portale monumentale proviene dalla Villa Giustiniani Massimo (o Villa Massimo Lancellotti), ubicata un tempo nella via Matteo Boiardo ed oggi scomparsa per edificazione; il portale fu qui ricostruito nel 1931.
L'attuale non è l'originale ingresso principale, che si trovava invece a Nord, sulla piazza SS.Giovanni e Paolo. Il viale d'ingresso conduce al "casino", o "Palazzetto Mattei", opera di Jacopo Del Duca, attuale sede della Società Geografica Italiana e, per il tramite di questa, anche della Società Geografica Europea (EUGEO) e del segretariato permanente dell'Unione Geografica Internazionale.

## La proprietà
Nel 1553, condotta come vigna dalla famiglia Paluzzelli, fu acquistata per 1000 scudi d'oro dalla famiglia Mattei, che la sottopose ad interventi di sistemazione conclusisi nel 1581.
Nel 1802 la famiglia Mattei perse la proprietà della villa, che ebbe diversi proprietari, tra cui Marianne di Orange-Nassau, la zia di Guglielmo III dei Paesi Bassi, che il 7 giugno 1851 comprò la villa, dove portava il suo figlio extraconiugale Johannes Willem van Reinhartshausen, che era nato a Cefalù. Nel 1869 fu acquistata da Richard von Hoffmann, barone di Baviera. Al termine della prima guerra mondiale fu espropriata agli Hoffmann come proprietà del nemico su suolo patrio.

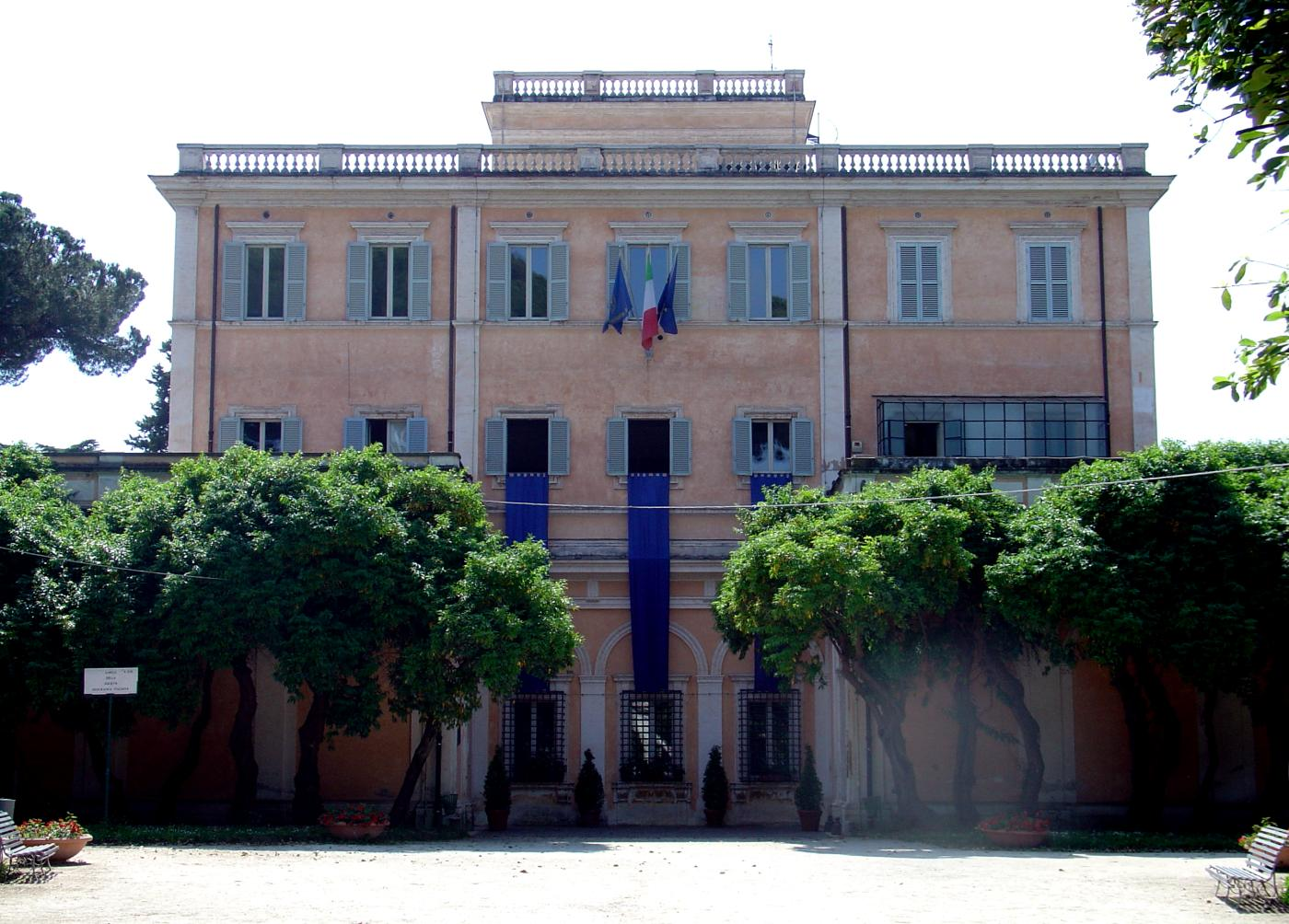
Palazzetto Mattei, sede della Società Geografica Italiana, nel cuore della villa

Dal 1926 è una proprietà del comune di Roma, che assegnò il Palazzetto Mattei alla Società Geografica Italiana, ed è parco pubblico dal 1928. Vi si tiene una rassegna di musica jazz curata dall'Associazione Culturale Villa Celimontana.
Dall'estate del 2012 si tiene un Festival musicale "I Classici in Villa" a cura dell'Associazione Alcatraz.

## Galleria d'immagini

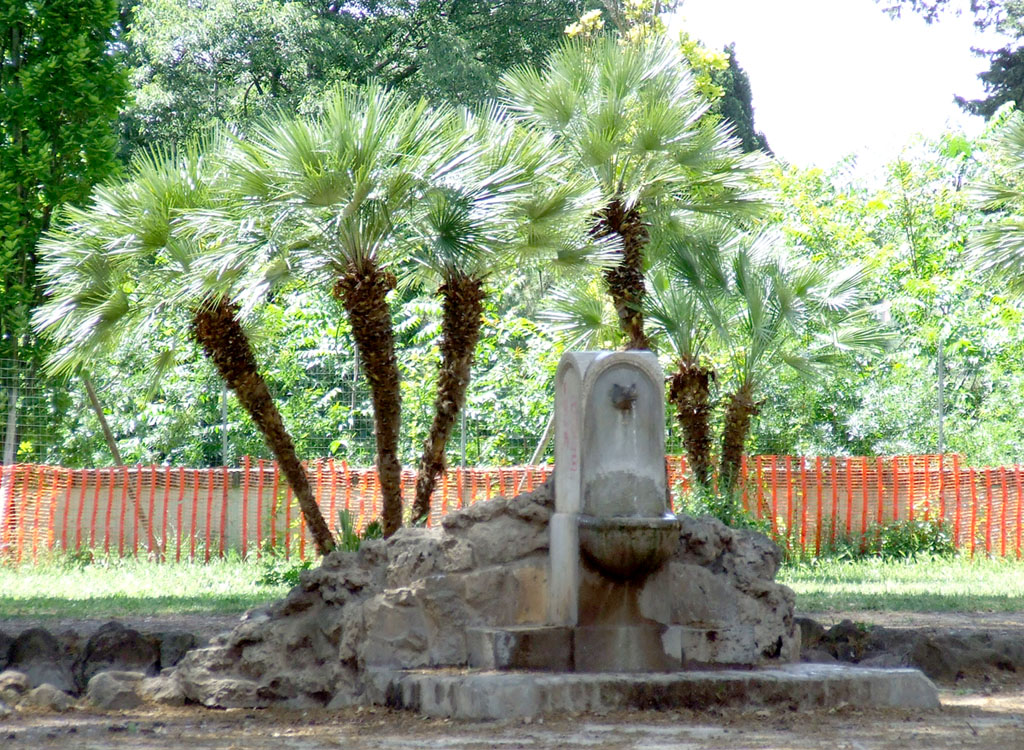
Giardini, la fontana delle palme
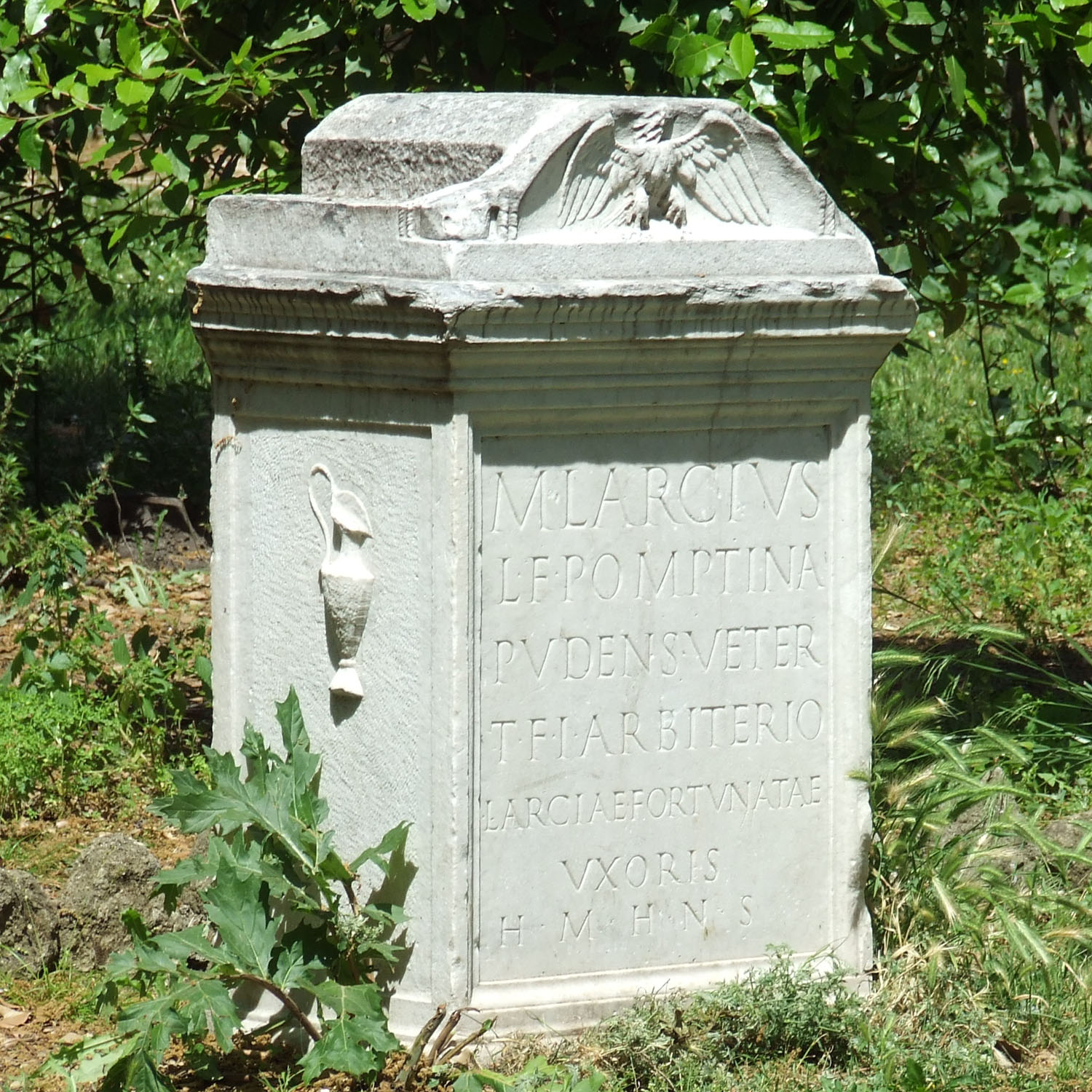
Giardini, monumento probabilmente funerario in memoria di Marcus Larcius dedicatogli dalla moglie
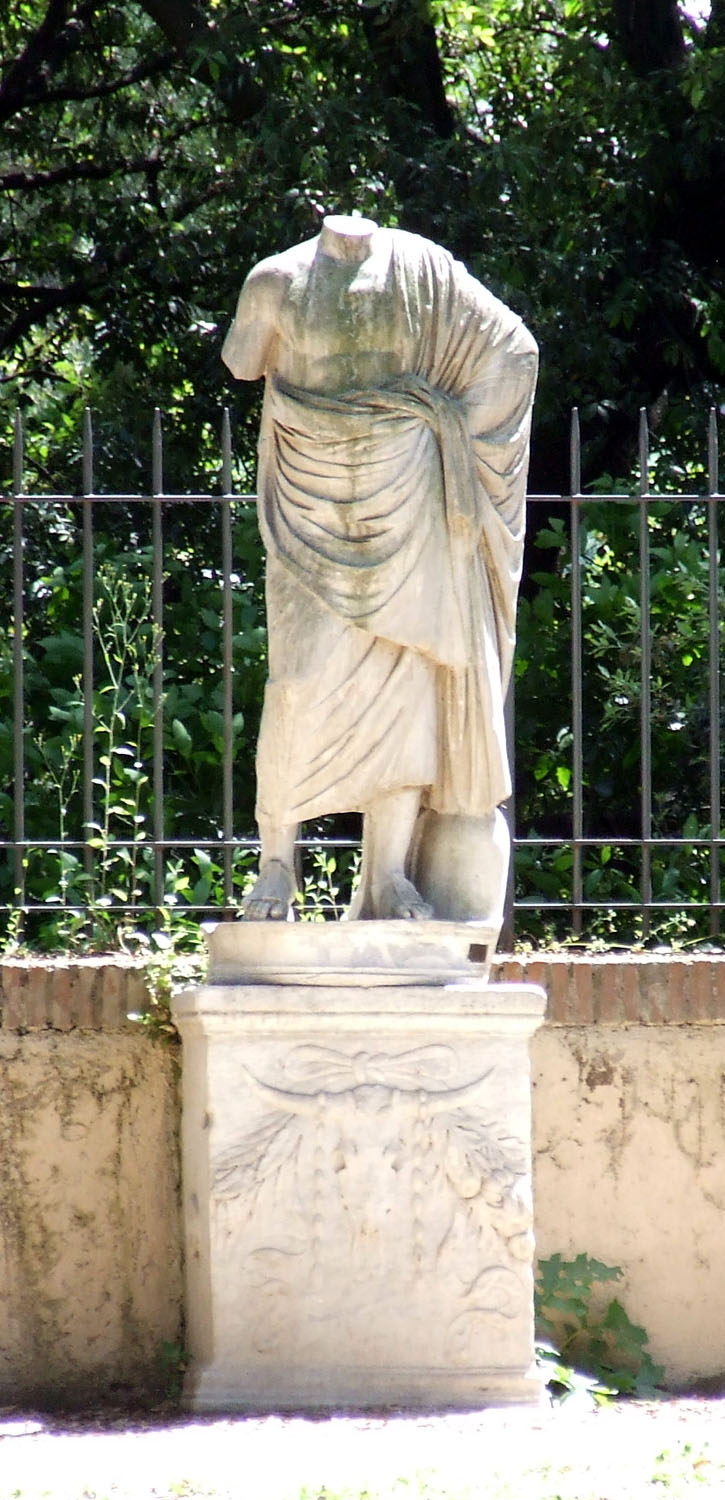
Giardini, statua acefala
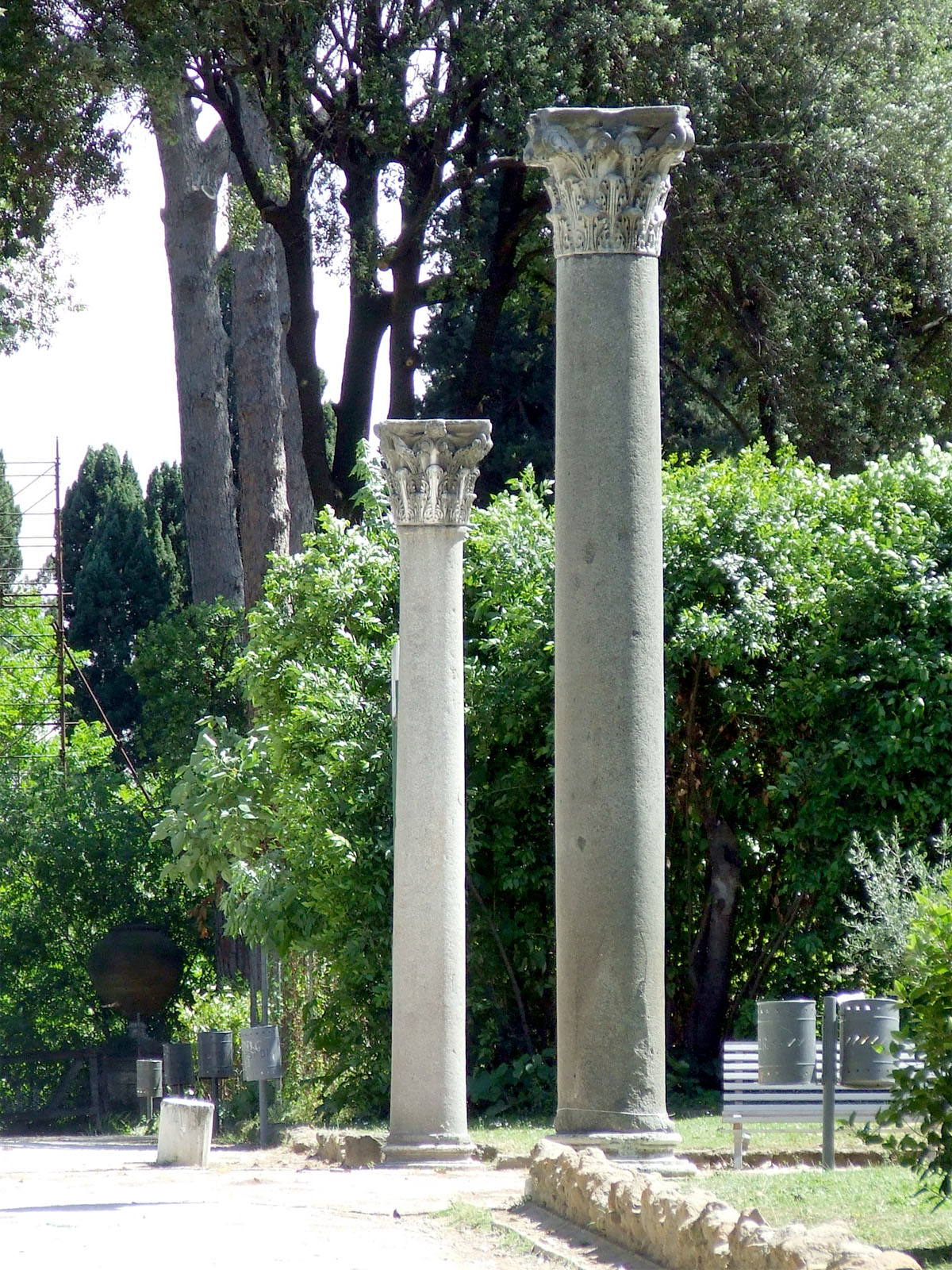
Giardini, colonne
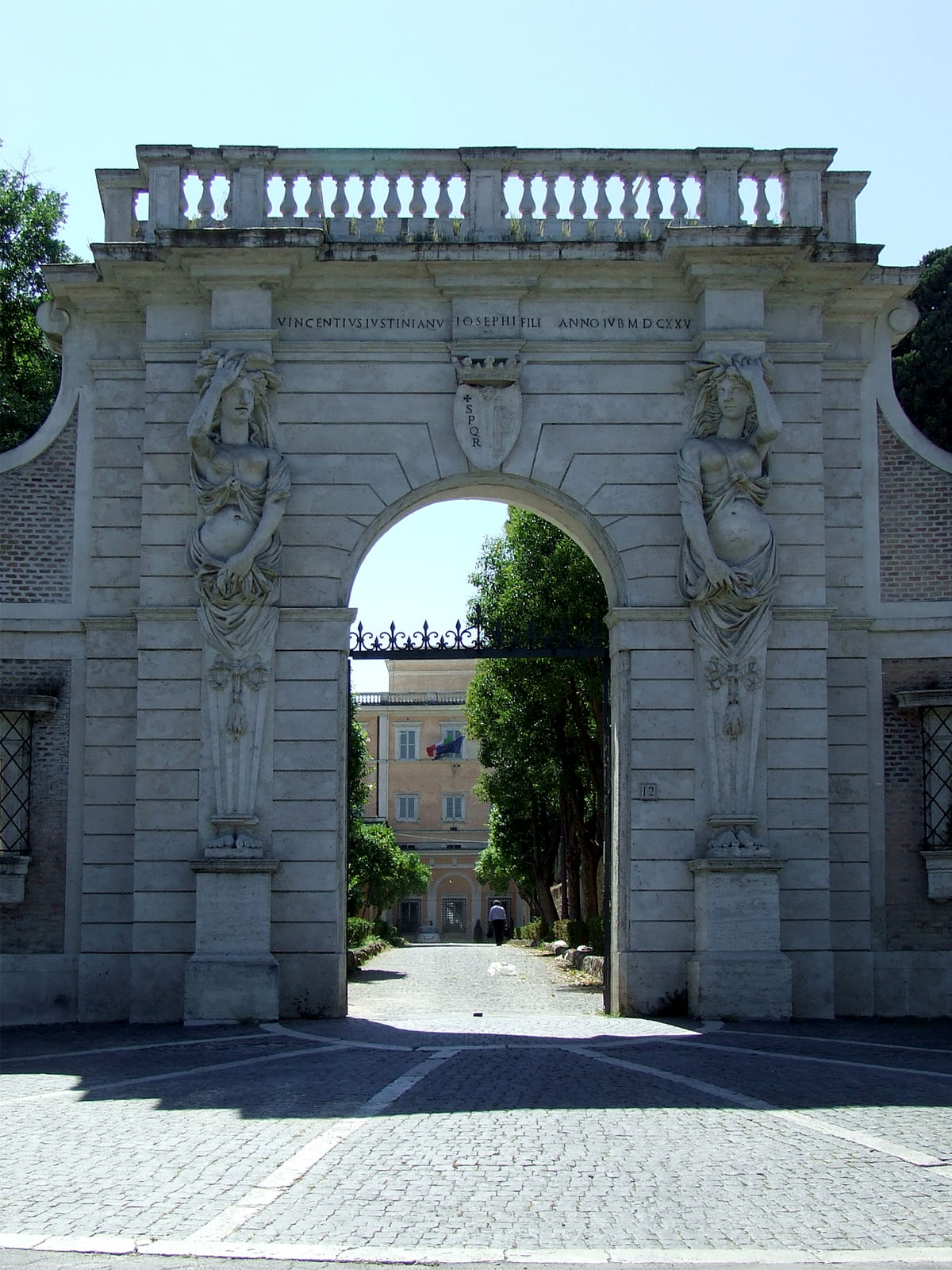
Portale monumentale su via della Navicella, lato esterno, sullo sfondo Palazzetto Mattei
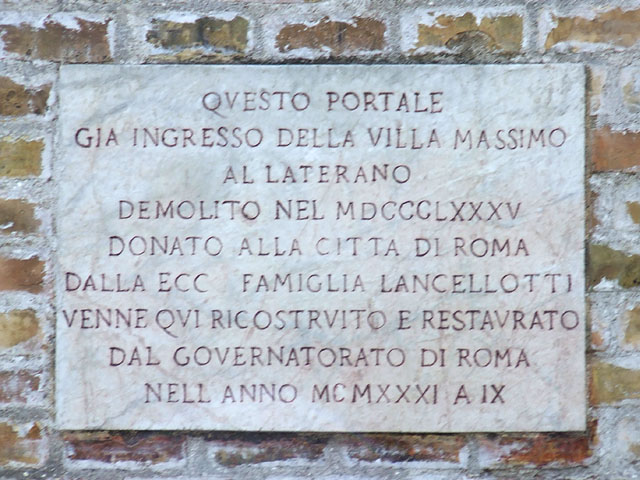
Iscrizione murale recante la storia del portale monumentale
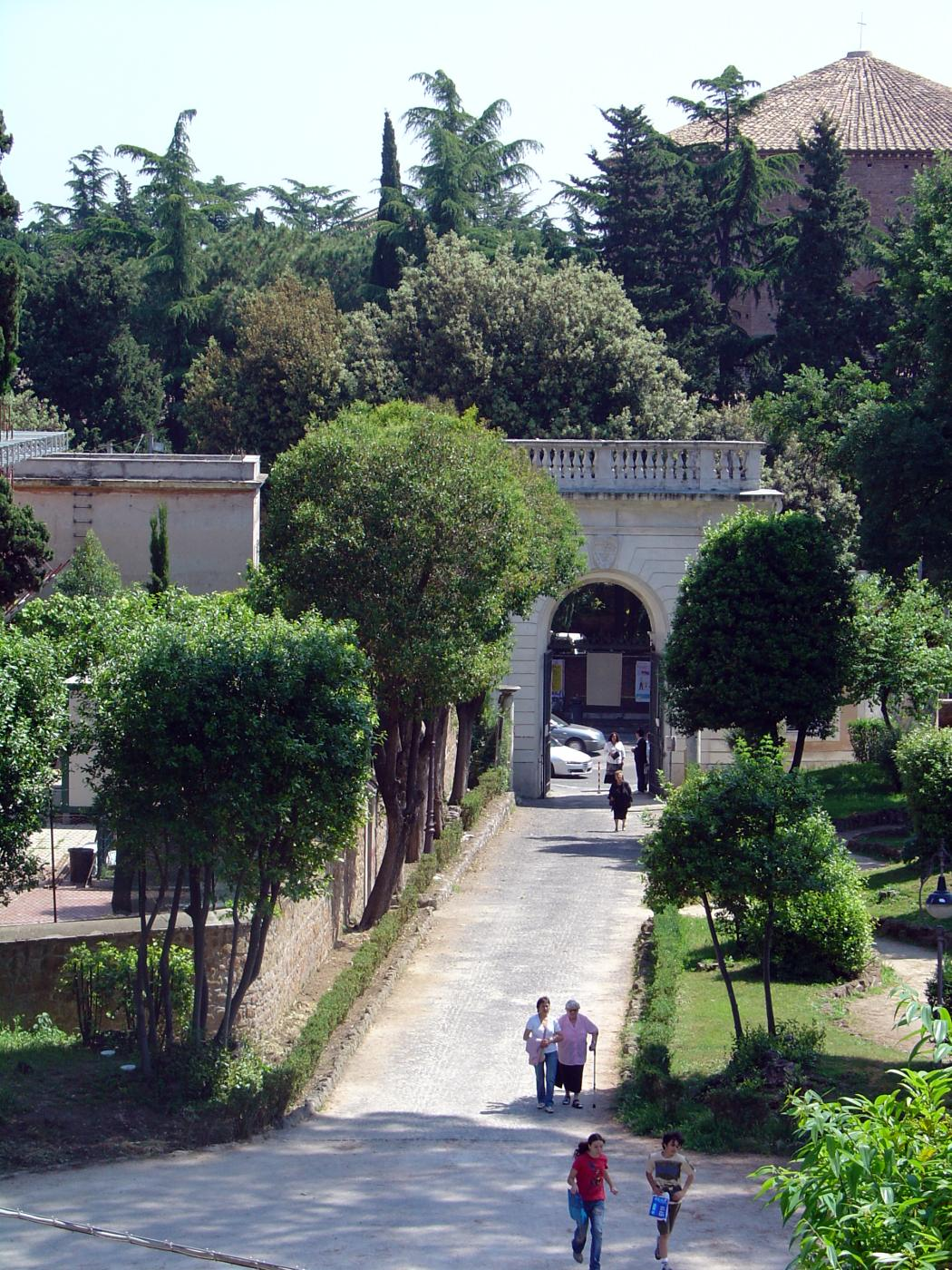
Portale monumentale, lato interno
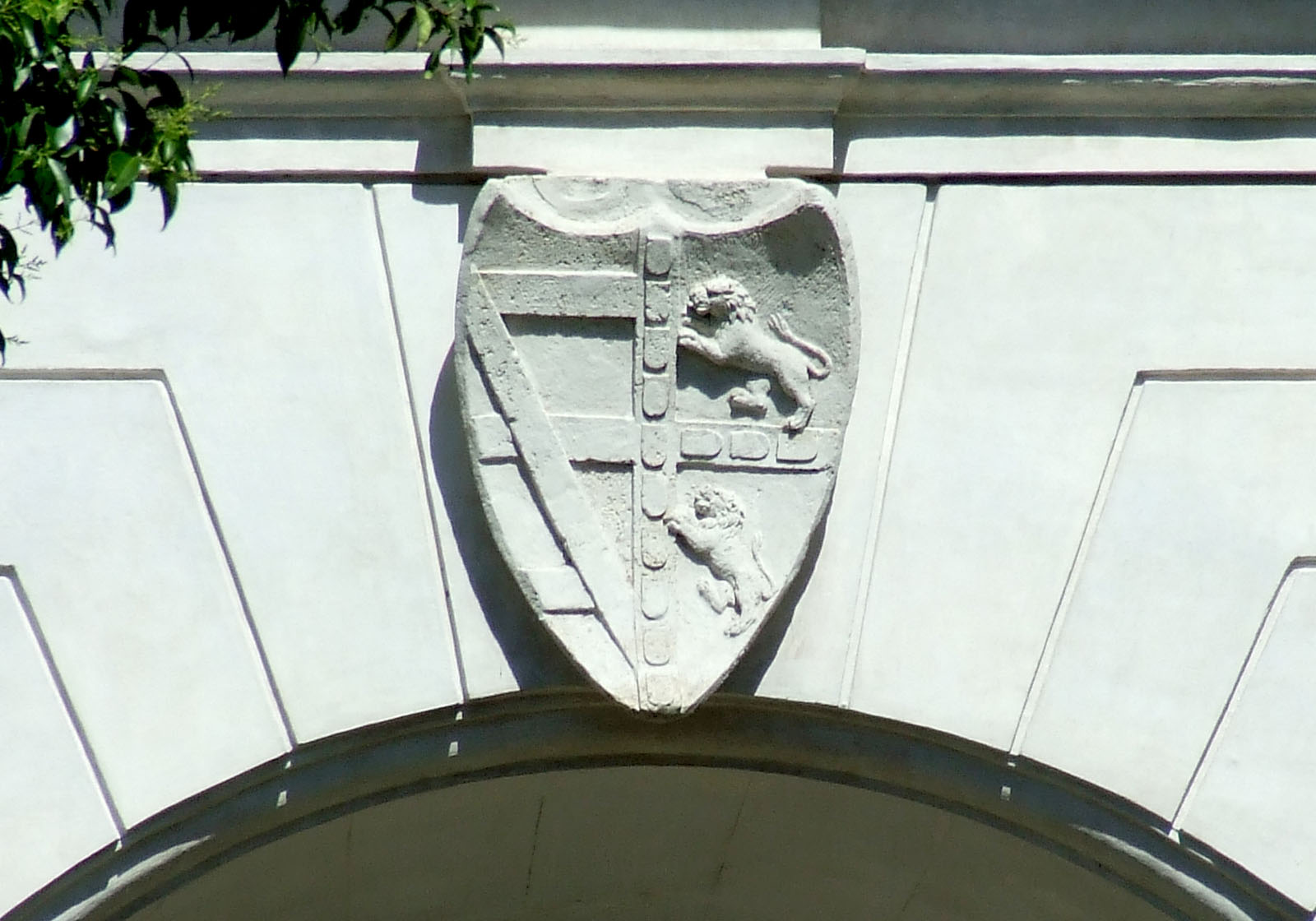
Stemma della famiglia Massimo sul portale monumentale, lato interno
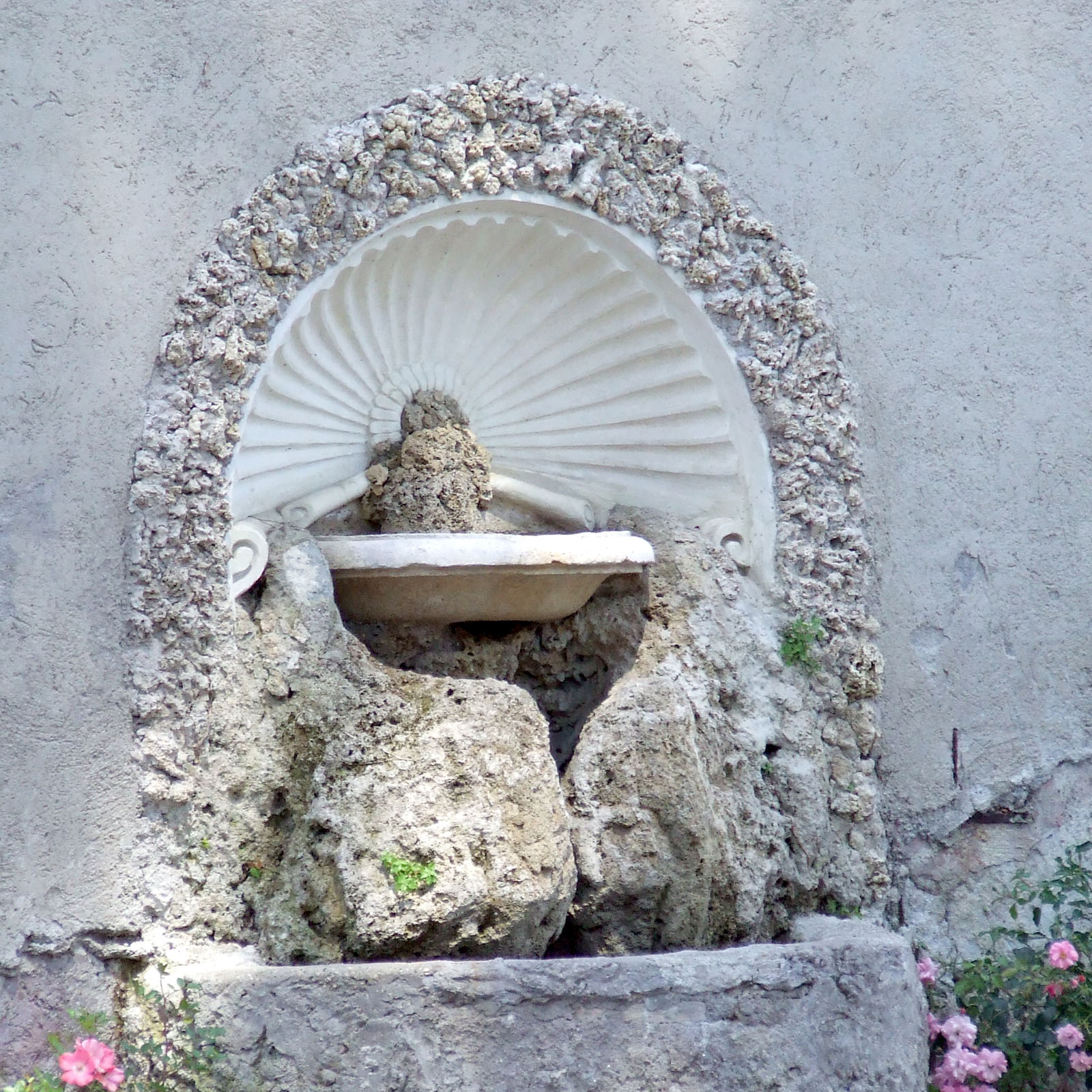
Giardini, fontana della conchiglia (in restauro)
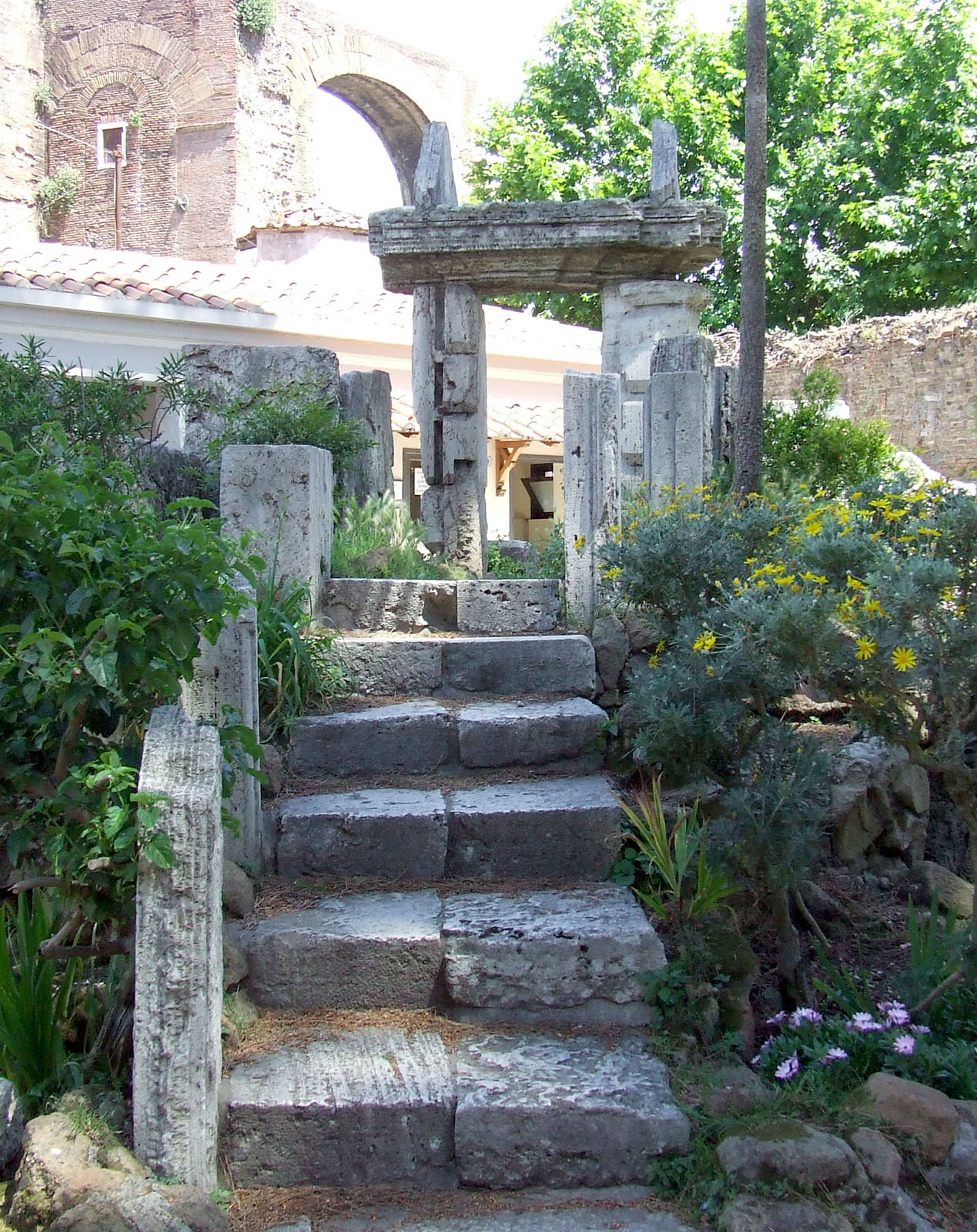
Dolmen costruito con alcuni resti della Basilica Hilariana, ubicata all'infuori della villa ed eretta da Manius Publicius Hilarus
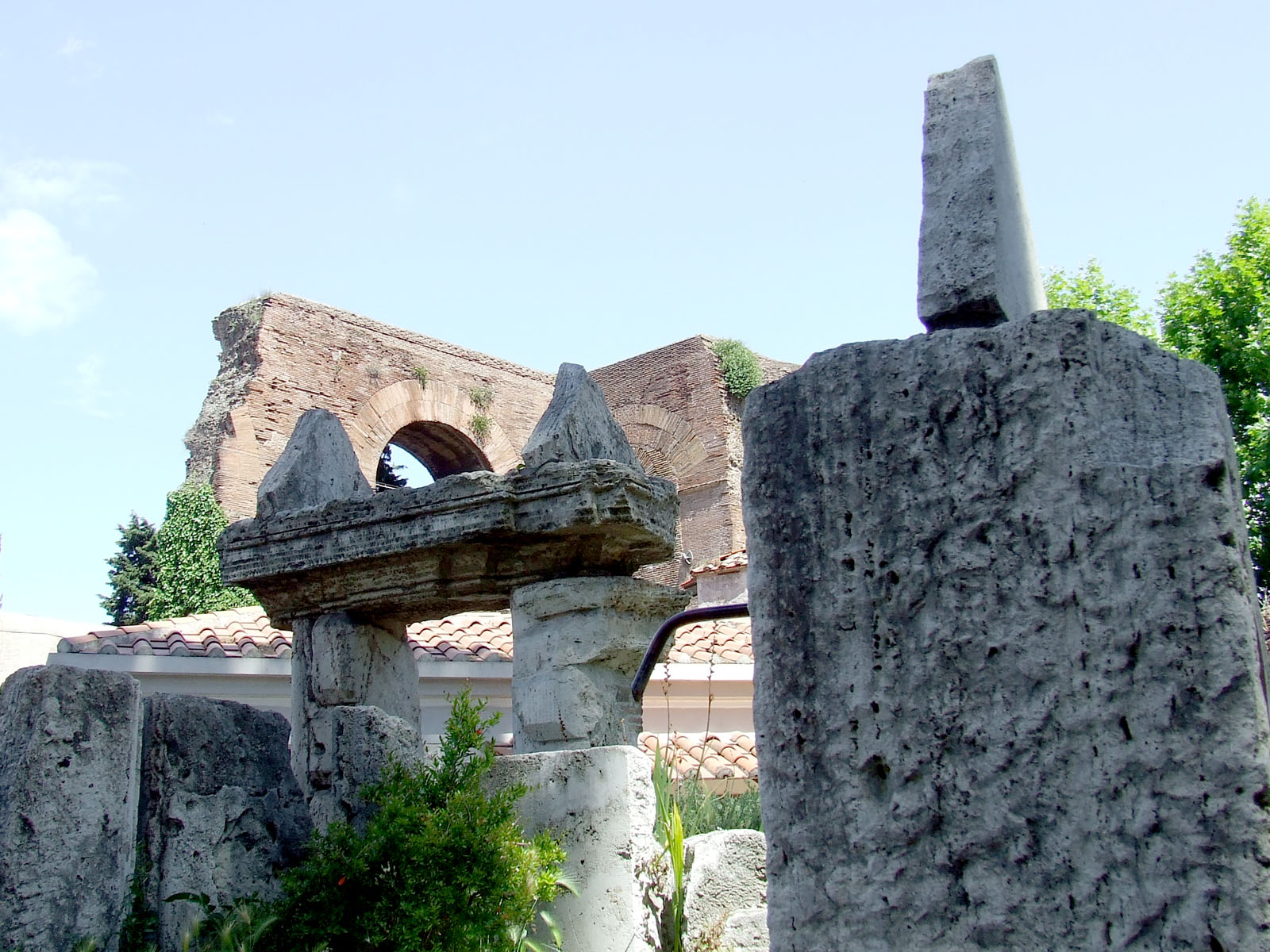
Resti della Basilica Hilariana, eretta da Manius Publicius Hilarus, dettaglio del dolmen e cippo sacrale (sullo sfondo mura romane)
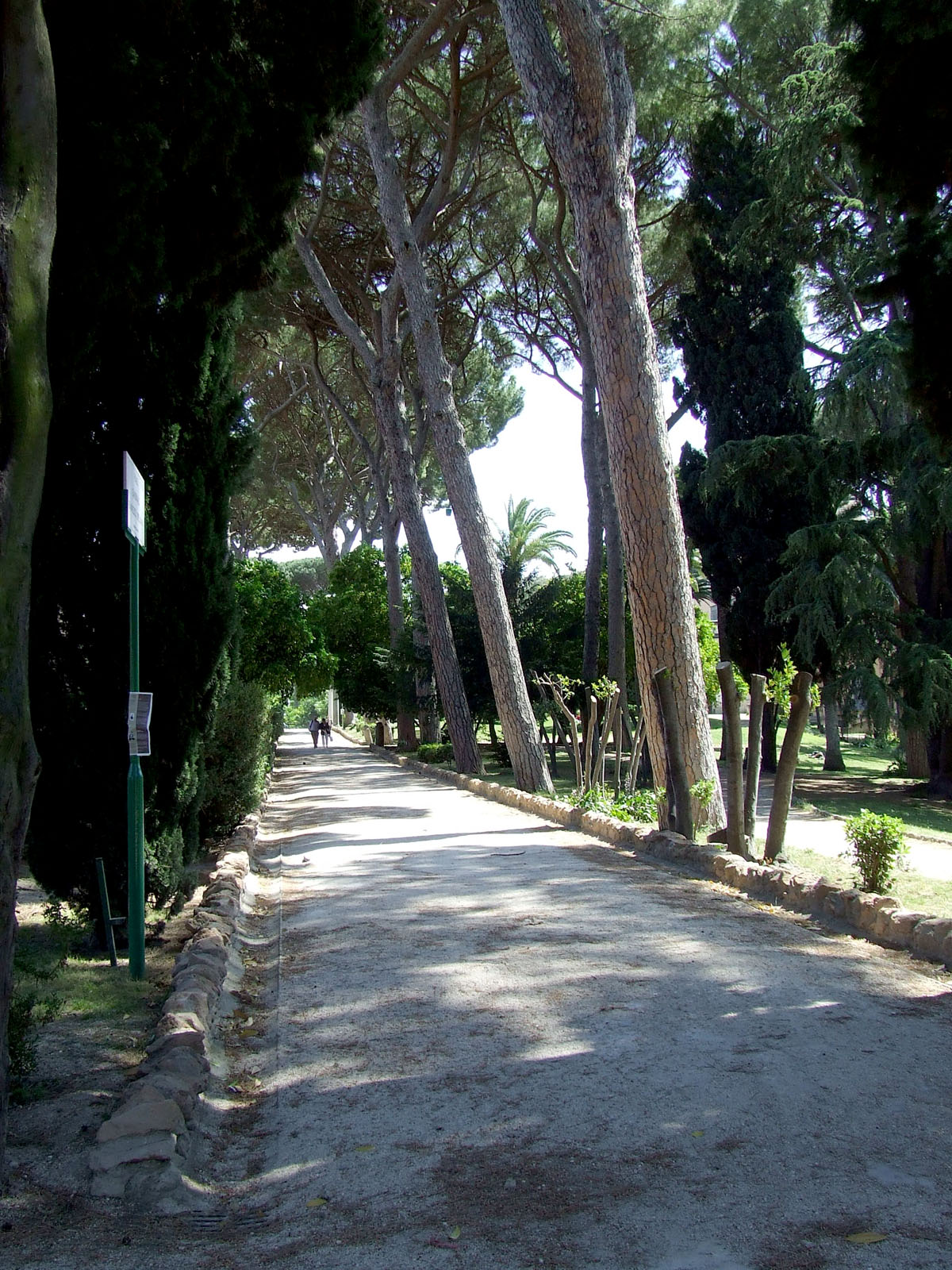
Giardini, viale cardinale Spellmann
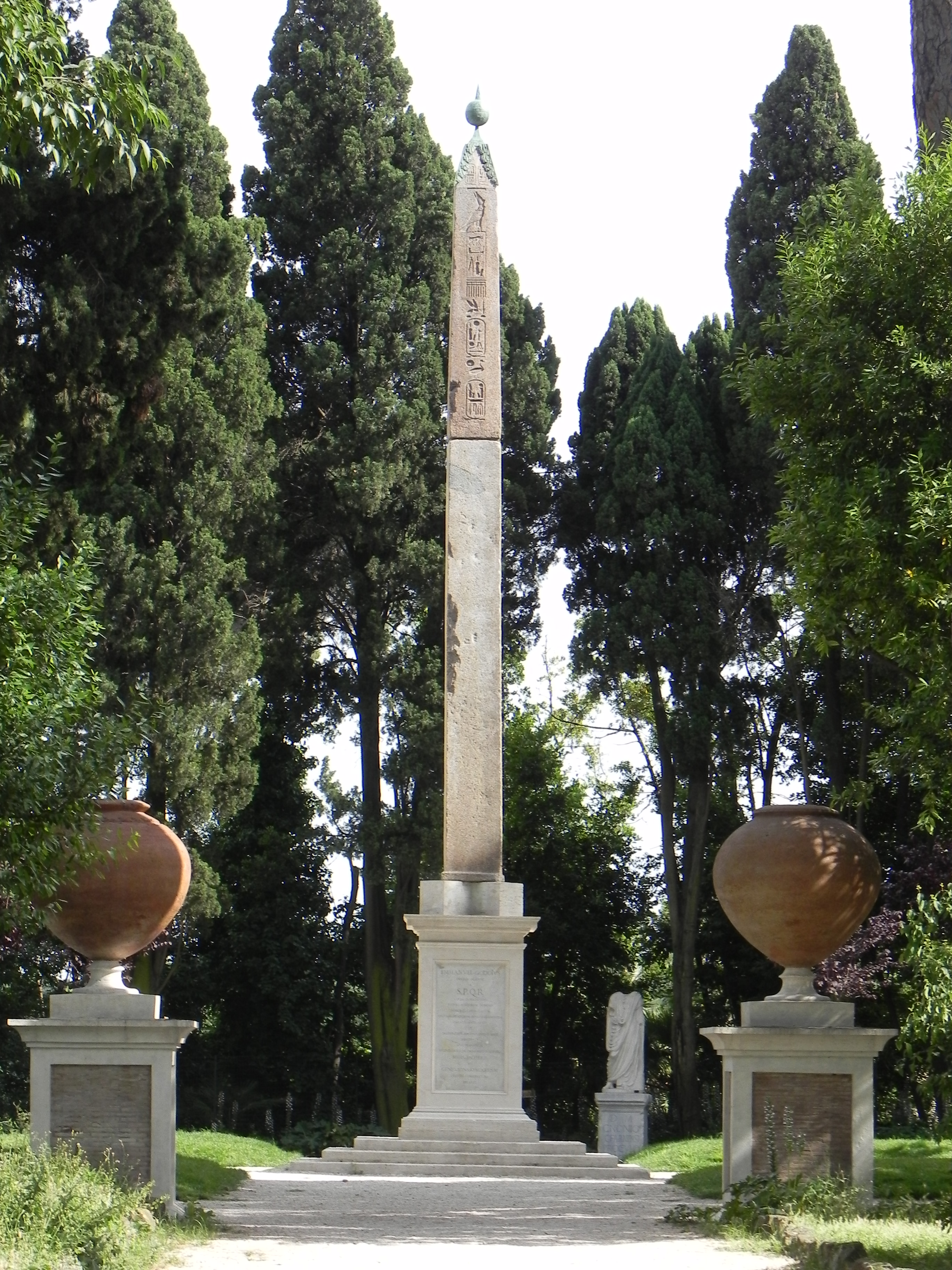
Obelisco Matteiano con ai lati due dolium
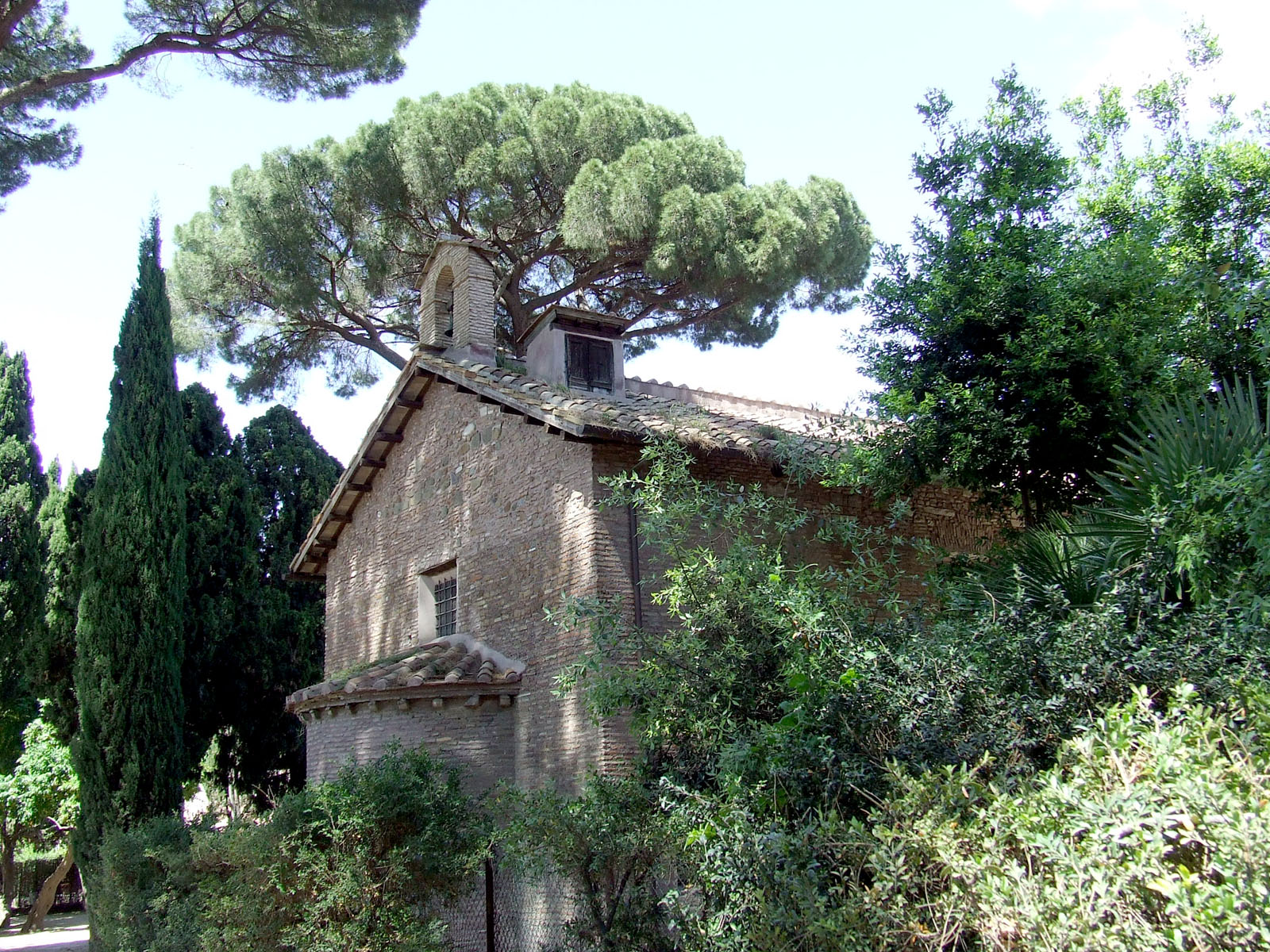
San Tommaso in Formis
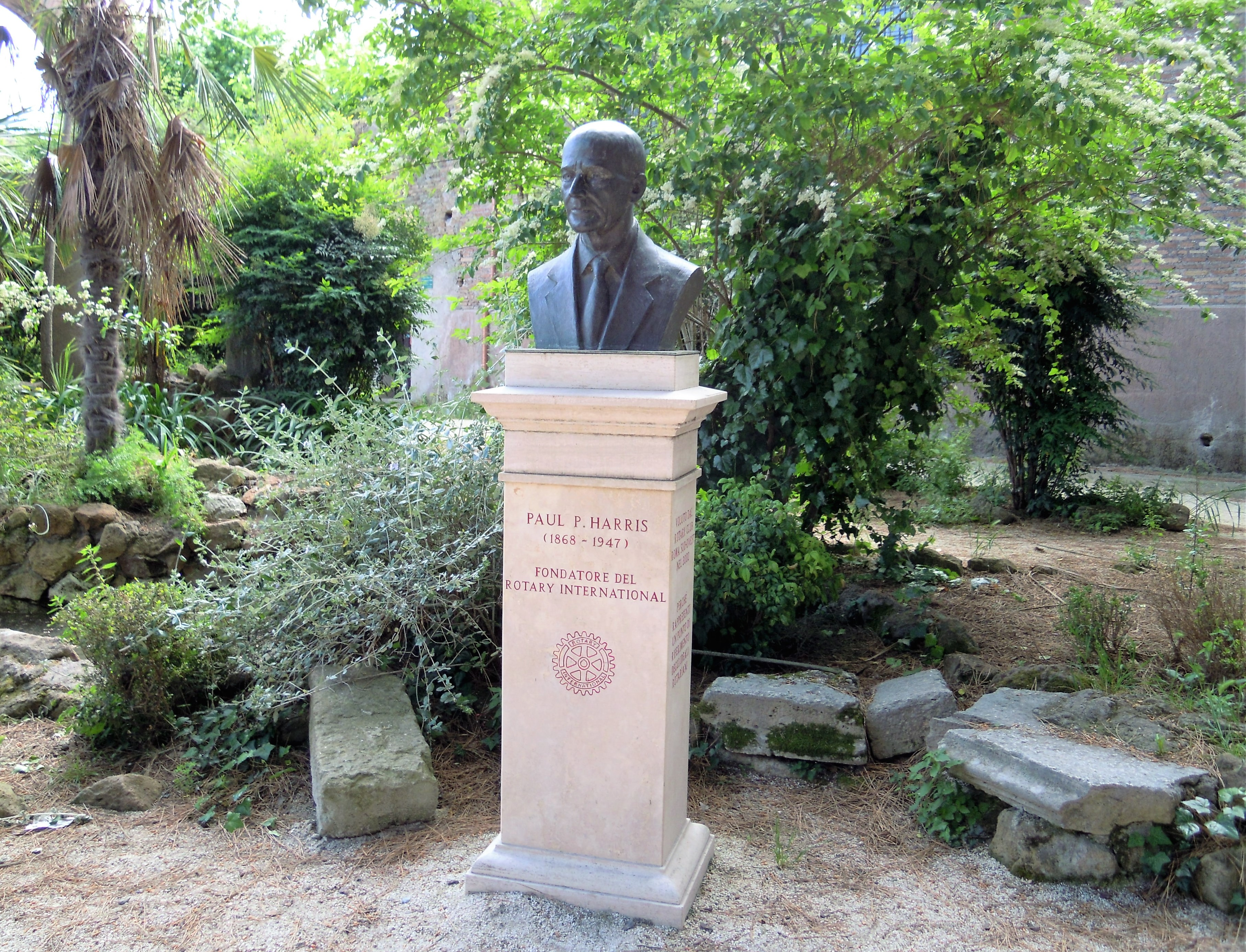
Busto di Paul Harris, fondatore del Rotary International
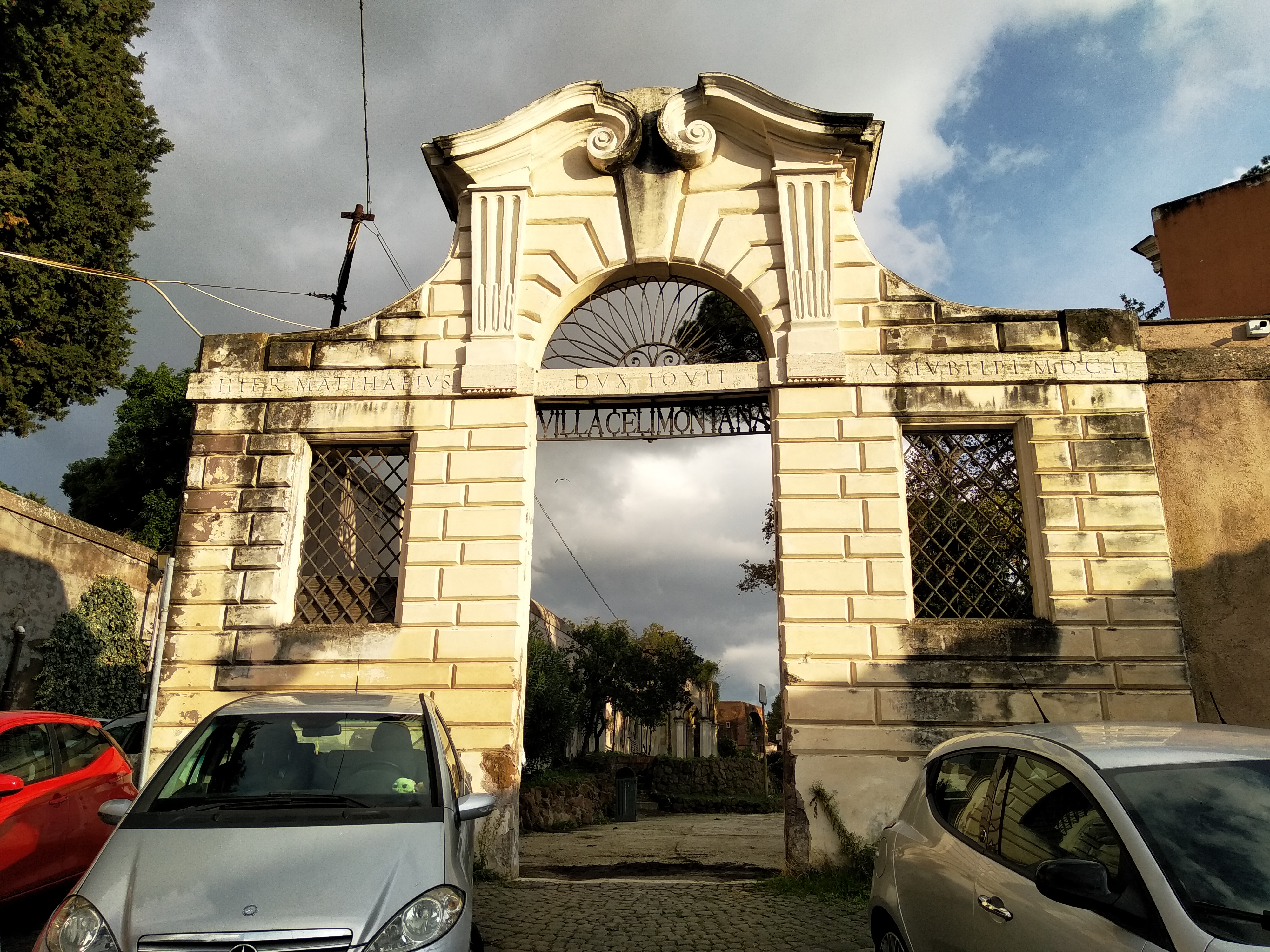
Portale d'ingresso su via di San Paolo della Croce